# Транснациональное политическое пространство
Транснациональное политическое пространство — устойчиво развивающаяся в глобальных масштабах на основе взаимно согласуемых принципов и с глобальными целями форма координации жизнедеятельности сообщества государств на основе совокупности политических правил и установлений. Примерами ТПП являются: Евросоюз, группа Рио, группа восьми, группа двадцати, BRICS, СНГ. Предпосылками к возникновению ТПП являются: потребность совместного решения государствами задач внешней политики и хозяйственного регулирования, нейтрализация трансграничных рисков и вызовов безопасности. 